# Trillo (agricultura)

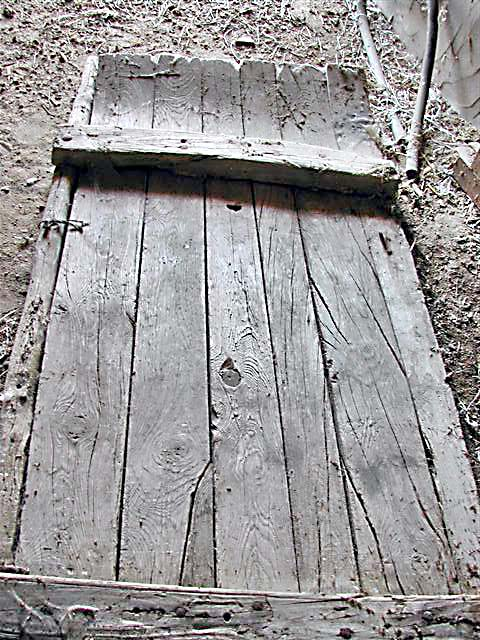
Trillo, vista superior.

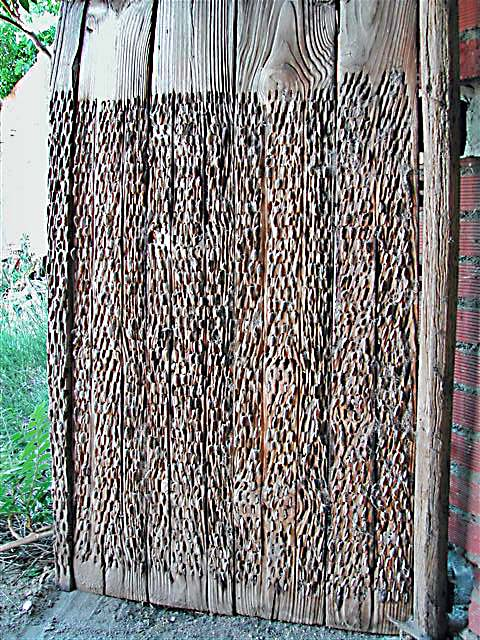
Trillo, vista inferior.

Un trillo es un apero o antigua herramienta agrícola que se destinaba a trillar, es decir, a separar el trigo de la paja. Es un tablero grueso, hecho con varias tablas, de forma rectangular o trapecial, con la parte frontal algo más estrecha y curvada hacia arriba (como un trineo) y cuyo vientre está guarnecido de esquirlas cortantes de piedra (lascas), o de sierras metálicas (cuchillas). Si bien las dimensiones de los trillos variaban, en España solían tener hasta dos metros de largo, y metro y medio de ancho, aproximadamente El grosor de los listones de los trillos es de unos cinco o seis centímetros. Sin embargo, como actualmente se hacen a medida, por encargo, o se preparan otros más pequeños a modo de adorno o souvenir, pueden ir desde miniaturas hasta los tamaños citados. El agrónomo Claudio Boutelou describía este instrumento agrícola propio del área mediterránea como:

(…) de tres a cuatro pies de ancho y unos seis de largo, variando frecuentemente estas dimensiones, y se compone de dos o tres tablones ensamblados unos con otros, de más de cuatro pulgadas de grueso, en los que se hallan embutidas por su parte inferior muchos pedernales muy duros y cortantes que arrastran sobre las mieses. En la parte anterior hay clavada una argolla para atar la cuerda que le arrastra, y a la que se enganchan comúnmente dos caballerías; y sentado un hombre en el trillo lo conduce dando vueltas sobre la parva extendida en la era. Si el hombre necesita más peso, pone encima piedras grandes.
Claudio Boutelou, 1806

Tradicionalmente era arrastrado por dos mulas o por dos bueyes sobre la parva, es decir, sobre las mieses repartidas en la era. Al moverse en círculos sobre la cosecha extendida, las lascas, o las cuchillas, cortaban la paja y la espiga (que quedaba entre el trillo y el suelo de la era, a veces empedrado con cantos rodados y, en la mayoría de los sitios, de tierra), separando la semilla sin dañarla. Posteriormente, se amontonaba la parva trillada y se disponía para ser limpiada por medio de algún sistema de ventilado (aventado).

## Sistemas tradicionales de trilla

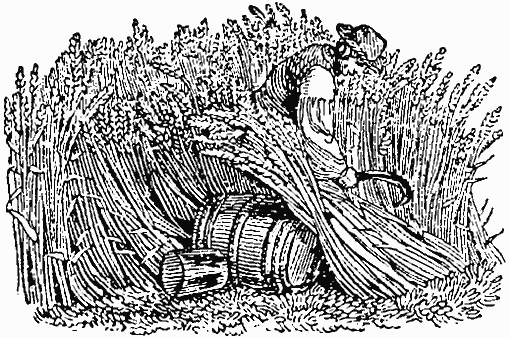
Haciendo las gavillas para llevarlas a la era a trillar.

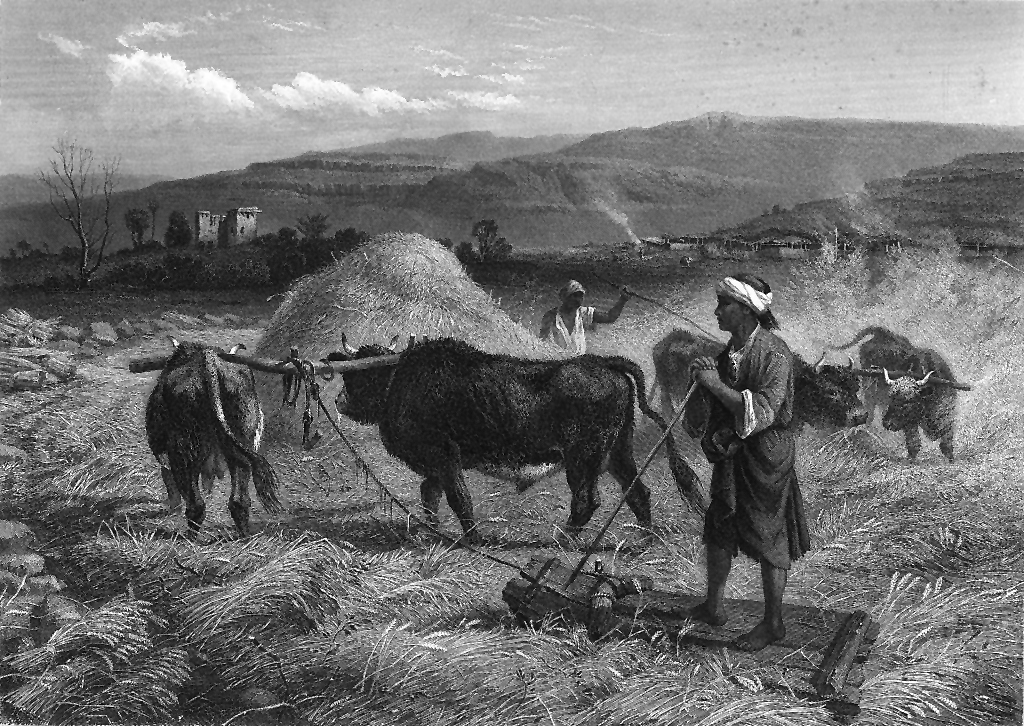
Trilla tradicional con trillo en el Próximo Oriente.

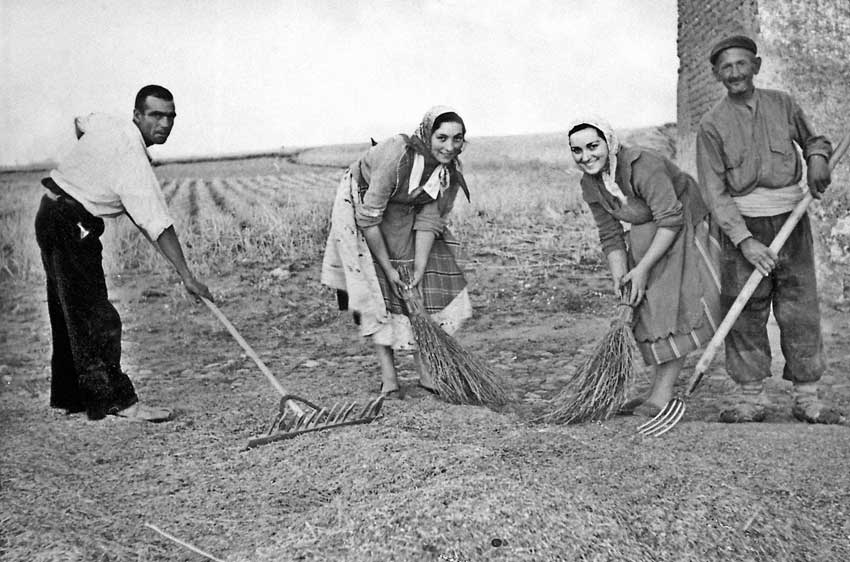
Barriendo la era para amontonar el muelo.

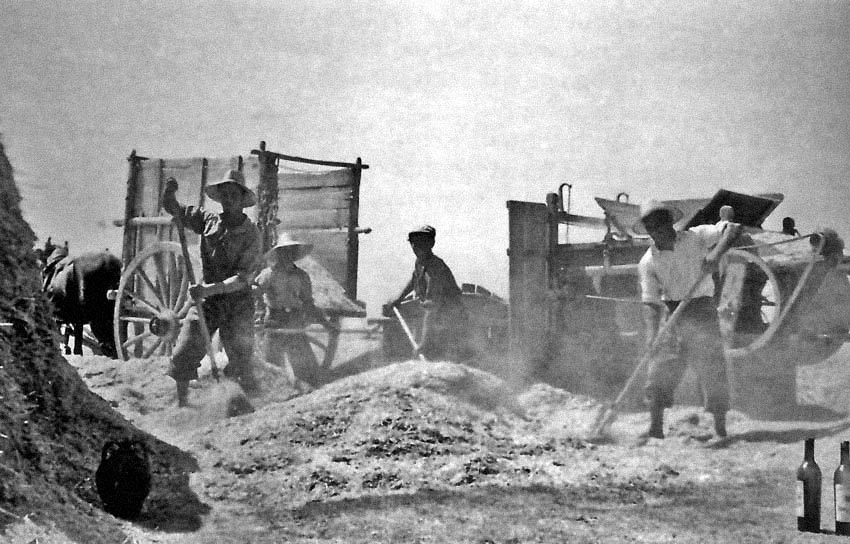
Limpiando el muelo con limpiadora mecánica (beldadora).

Plinio el Viejo en su Historia Natural describe las labores tradicionales de trilla de cereales y de algunas legumbres (sistema que funcionó hasta la llegada de las cosechadoras, que efectúan la siega, trilla y limpia en un solo proceso), según tres variantes: 

«Messis ipsa alibi tribulis in area, alibi equarum gressibus exteritur, alibi perticis flagellatur»
Caius Plinius Secundus, Naturalis Historia, Liber XVIII (naturae frugum), lxxii - 298

«Las propias mieses (son trilladas) en unos lugares con el trillo en la era, en otros es pisoteada por encima por las caballerías, en otros es vapuleada con mayales»
Cayo Plinio Segundo, Historia Natural, Libro XVIII (Cómo llevar una granja), lxxii - 298.

De esta manera, Cayo Plinio Segundo muestra tres maneras tradicionales de realizar la trilla:
- Golpeando las gavillas de cereal contra una piedra majadera, o una tabla llamada tarugo majadero.
- Haciendo pisotear la mies esparcida por la era a recuas de bueyes o caballerías.
- La trilla con mayal, una especie de maza de madera con la que se golpea la parva hasta separar la semilla del tallo.

### Trilla con trillo
Existe, además, una cuarta forma de trillar, que se distingue por utilizar un apero distinto, como es el trillo (todavía, puede verse en algunas regiones de Europa, donde se practica una agricultura marginal; aunque, a veces, se hace como acto folclórico y ceremonial, para rememorar antiguas costumbres locales).

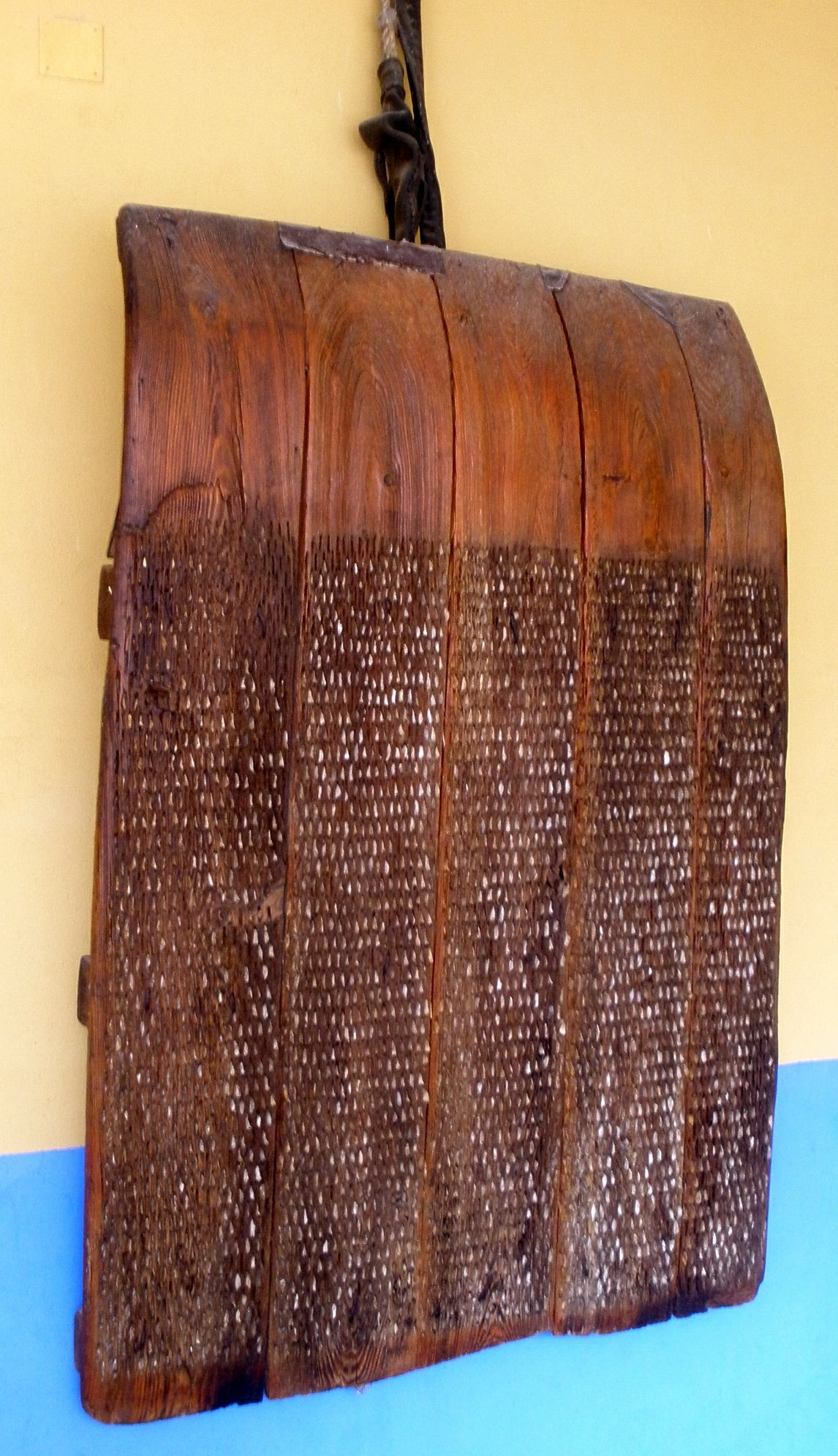
Trillo en Corral de Almaguer, Toledo

Para trillar con el trillo, primero se llevaban las gavillas a la era. Unas se amontonaban en hacinas, a la espera de su turno, y, otras, se desataban y se extendían en círculo formando la parva que se calentaba al sol. Se daba, entonces una primera tanda de vueltas (círculos) y torcidas (ochos) con el trillo, varias veces, majando la cosecha y revolviendo la parva con la tornadera (u horca de una sola pieza de madera con dos, tres y hasta cuatro cuernos). A veces esta labor se hacía con un trillo distinto llamado «de ruedas» o «de corte» (que estaba provisto de una serie de rodillos con cuchillas metálicas transversales). Este primer viaje separaba el bálago (paja larga del cereal) de las granzas (paja cortada y grano sin descascarillar, así como demás broza, todo mezclado y sin limpiar). Tras cada pasada se volvía la parva como se ha indicado sacando el bálago a los bordes. Si se desparramaba, se rastrillaba y barría para rehacer el círculo de la trilla y, si se podía, se eliminaba todo el bálago posible.
Después de volver de nuevo las granzas, y dejarlas reposar y secar durante el descanso del mediodía, se daba una segunda tanda de vueltas y torcidas, esta vez, con trillo de pedernal, llamado, a menudo, «de rastro», que terminaba de desgranar la parva, que se amontonaba con rastras, escobas y bieldos. El trillo iba tirado por dos bueyes, o dos mulas por medio de una cadena o un correaje sujeto a un gancho que había en el listón delantero. El conductor, llamado trillique no sólo guiaba el ganado, sino que hacía peso y, si este no era suficiente, se colocaban también unas piedras grandes. En los últimos años del uso del trillo, este iba tirado por pequeños tractores, por lo que el trillique fue sustituido por un tractorista y el trillo quedaba demasiado ligero, haciendo que las piedras se hiciesen aún más necesarias
Cuando la parva estaba demasiado aplastada, se colocaban, detrás del trillo, dos grandes arcos metálicos que volteaban y ahuecaban la paja al pasar el trillo; estas piezas también se llaman tornaderas. Después de terminar la trilla, había que limpiar bien la era (para que no se mezclasen los restos con la próxima parva), primero con la rastra, para mover lo que era más pesado, y, después, con escobas fuertes llamadas de ternilla, hechas con los arbustos del mismo nombre (retama de escobas: Cytisus scoparius). También se cuidaba y almacenaba la paja, pues era un buen complemento alimenticio para el ganado y servía como combustible (para la gloria, por ejemplo). Todo el proceso produce un polvillo finísimo, que se mete por las vías respiratorias y se pega a la garganta, sobre todo, en el barrido, es el tamo.
Durante el barrido, se separaba en el terreguero (lugar apartado de la era para echar los despojos) la broza, mermada y sin grano, del muelo (el grano casi limpio). El muelo se terminaba de limpiar, bien por métodos tradicionales, aventando y con cribos; o bien, con las limpiadoras mecánicas, que, en España, convivieron durante muchos años con los trillos (hasta que ambos fueron sustituidos por las modernas cosechadoras, tardíamente, entre los años 50 y 60).
Hasta esos años, los trillos españoles se fabricaban en determinados centros especializados ya que, si bien la labor de la madera era sencilla, incluso tosca, la talla de las piedras de su vientre requería cierta especialización propia de un oficio que pasaba de padres a hijos, los briqueros. Se tiene constancia de la fabricación de trillos en Astudillo (Palencia), Pedrajas de San Esteban (Valladolid), Villavieja de Yeltes (Salamanca), Santa María la Real de Nieva (Segovia), Ariza (Zaragoza), Albalate del Arzobispo y Blesa (Teruel) y otros más. Pero, en España, la «ciudad de los trillos» por excelencia siempre fue Cantalejo (Segovia).

## Historia

### Origen del trillo, periodo Neo-Eneolítico

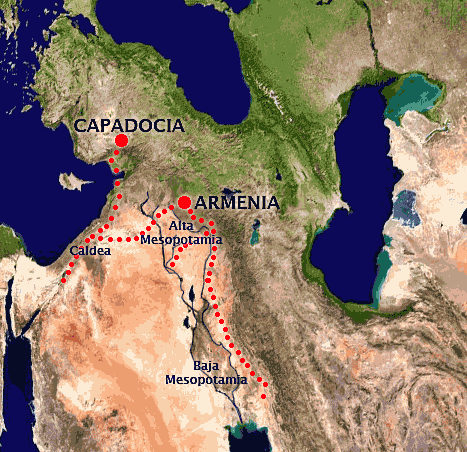
Comercio de obsidiana en el 4.º milenio antes de Cristo.

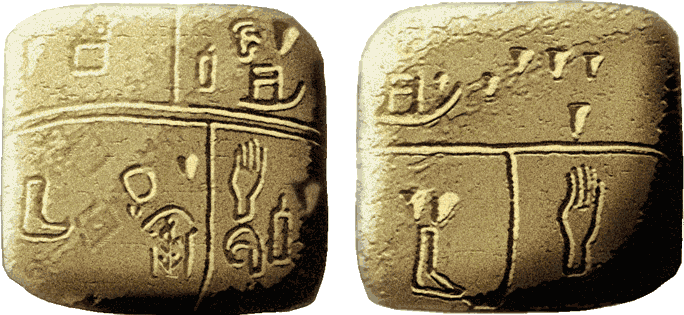
Tablilla grabada procedente de Kish, datada en el 3350 a. C., con representación de trillos grabados en sus dos caras.

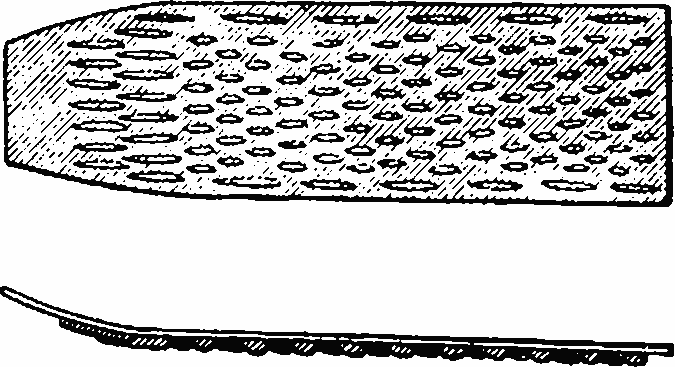
Ejemplar de trillo de pequeño tamaño procedente de Túnez.

La profesora Patricia C. Anderson, del Centre d’Etudes Préhistoire, Antiquité et Moyen Age del CNRS, ha encontrado vestigios arqueológicos que demuestran la existencia de trillos desde hace, al menos 8000 años en Oriente Medio y los Balcanes. Realmente se trata de piezas líticas, lascas y, sobre todo hojas de obsidiana y sílex, reconocibles a través del tipo de desgaste que sufren. Su trabajo ha sido completado por el profesor Jacques Chabot, investigador en el Centre interuniversitaire d'études sur les lettres, les arts et les traditions, CELAT, que ha estudiado la Alta Mesopotamia y Armenia. Ambos cuentan, entre sus especialidades, la del estudio de las huellas de uso de los útiles prehistóricos, la trazalogía. Gracias a estas huellas de uso es posible determinar si las piezas de sílex o de obsidiana encontradas (por poner los ejemplos más habituales) se usaron en esta o aquella tarea.
En concreto, la siega de cereales deja un desgaste muy característico (llamado comúnmente lustre: glossy en inglés), debido a la presencia de partículas minerales microscópicas, los fitolitos, en el tallo de las plantas. Pues bien, estos dos profesores han sido capaces, por medio de experimentos y análisis con microscopio electrónico de barrido, de determinar que algunas piezas líticas se usaron como elementos de hoz y otras, en cambio, eran parte de los trillos. El desgaste de las piezas usadas en los trillos es distinto porque, además de la abrasión propia de haber cortado cereales (el lustre), tienen pequeñas micropercusiones producidas al chocar los filos de los componentes del trillo contra el pavimento pétreo de la era.
El yacimiento más fructífero es el de Aratashen (Armenia): una aldea ocupada entre el 5000 y el 3000 a. C. (Neolítico y Calcolítico). En las excavaciones se estacan miles de restos de talla de obsidiana (lo que hace pensar que sería un centro de producción y distribución de objetos en este material); lo demás eran trozos de cerámica "vulgar", molinos, molenderas y otras herramientas agrícolas. Analizando una muestra de 200 ejemplares, seleccionada entre las mejores piezas, pudo establecer, sin lugar a error, las de hoz (para la siega) y las de los trillos. Las hojas de obsidiana de Aratashen se fabricaban por métodos muy avanzados y normalizados, entre ellos el denominado «con muleta pectoral y punta de cobre». Desde el curso alto del Éufrates, donde esta el yacimiento, los especialistas distribuían o comercializaban sus productos por todo Oriente Medio.
Los trillos debieron ser muy importantes en la Mesopotamia protohistórica, pues ya aparecen en los documentos escritos más antiguos que se conocen. Concretamente, en la ciudad de Kish (Irak) se exhumó una plaqueta de arenisca grabada con pictogramas que podrían constituir el más antiguo documento escrito conocido en el mundo: mediados del IV milenio a. C. (periodo Uruk tardío). Esta tablilla, que se conserva en el Ashmolean Museum de Oxford, tiene representaciones de trillos en sus dos caras, junto a símbolos numéricos y otros pictogramas. Estos trillos (que también podrían ser trineos) son morfológicamente muy parecidos a los que se usaban en el Próximo Oriente hace pocos años en lugares de agricultura tradicional. También aparecen descripciones en numerosas tablillas cuneiformes del III milenio a. C.
Hay otra representación, en este caso sin escritura, en la actual Turquía. Se trata de la estampación de un cilindro-sello del yacimiento de Arslantepe-Malatya que apareció cerca del llamado Templo B del citado yacimiento. Los estratos fueron datados por medio de la dendrocronología en 3 374 a. C. (gráfica). La estampación a la que nos referimos muestra una figura sentada en un trillo (en el que se han detallado muy claramente las piedras de corte ventrales), bajo un dosel (¿trono?); delante él, el trillique o boyero, que guía un bóvido y, alrededor, varias personas con tornaderas. Según Frangipane, podría tratarse de una escena ritual:

«This seal [...] (is) interpreted as a ritual threshing scene, emphasising the ideological reference by the Arslantepe elites to images of power expressed in a Mesopotamian environment»

«Este sello [...] (es) interpretado como una escena ritual de trilla, haciendo patente, por parte de las élites de Arslantepe, la referencia ideológica a imágenes de poder expuestas en el entorno de Mesopotamia
(Frangipane 1997, 64-5)

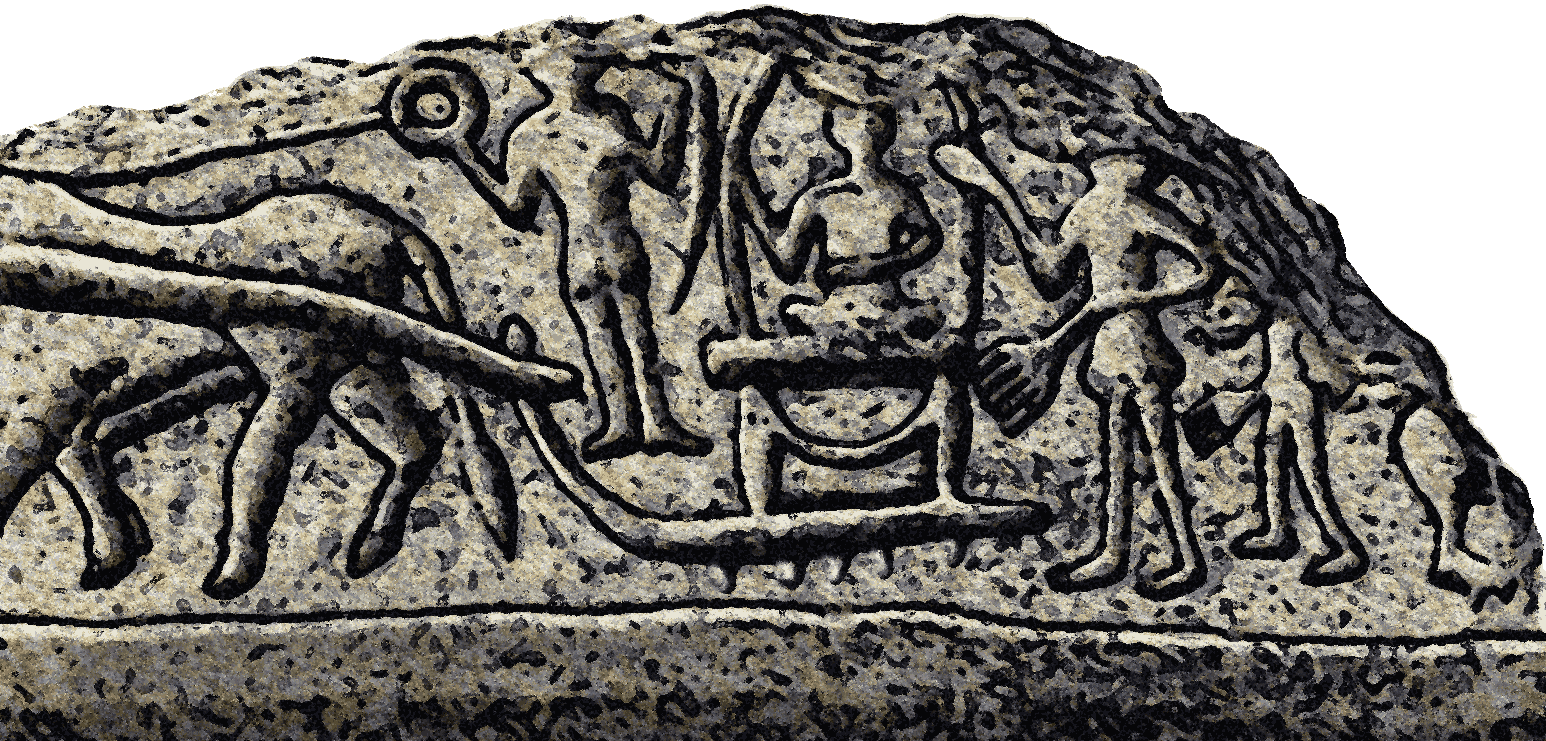
Impresión de un cilindro-sello procedente de Arslantepe-Malatya (Turquía), representando una trilla ritual con trillo, datada en el III milenio a. C.

Y se parece mucho a otra, pintada en los restos de paredes del mismo lugar (un paseo ceremonial de un personaje de alto rango, pintado en un estilo arcaico y lineal en colores rojo y negro), aunque el estado en que se encuentra no permite conocer el tipo de vehículo en el que se desplaza (¿trillo o carro?), sí es posible, en cambio, ver que los animales son una pareja de bóvidos.
En resumen, en ambos casos parecemos estar ante una manifestación de poder civil o religioso. De hecho, el profesor Sherratt así lo interpreta. El trillo era, en aquella época, un instrumento sofisticado y caro, construido por artesanos especialistas, con piezas de sílex o de obsidiana importadas de lejos (en el caso de la Baja Mesopotamia: «En la planicie aluvial de Súmer, así como en todo el sur de Mesopotamia, era imposible encontrar piedra, ni siquiera podía hallarse un guijarro»). Además, se requiere un lugar de trabajo, la era, con una posición elevada y soleada, donde sople el viento seco, con un suelo cuidado en el que no se formen charcos (si llueve), con roca natural, empedrado, o con el suelo muy apelmazado (una era no estaba a disposición de cualquiera; de hecho, en el siguiente epígrafe hay un excelente ejemplo, tal vez exagerado, extraído de la Biblia, de lo que se podía llegar a pagar por una buena era). También se requieren animales de tiro adecuados, igualmente costosos y difíciles de guiar (pues, no se trata de ir en línea recta). Todo indica que un trillo necesita gran cantidad de cosecha para amortizar la inversión que suponía. Todo gira, pues, en torno a un sofisticado sistema de producción propio de élites poderosas.
La presencia de un trineo (¿trillo?) ceremonial con adornos de oro, en el Cementerio Real de Ur, en la tumba de la dama Puabi, datado en el III milenio a. C., permite tratar con sinceridad la dificultad que subyace para distinguir los trillos de los trineos (vehículos tirados por animales, sin ruedas) en las representaciones antiguas. Aunque se sabe que los trillos existen desde el VI milenio a. C. (como hemos visto antes) y, aunque la rueda fue inventada a mediados del IV milenio a. C. en Mesopotamia, su utilización no es instantánea, sobreviviendo los trineos, al menos hasta la aparición del eje articulado, hacia el 2000 a. C. Durante ese tiempo, algunos vehículos eran auténticos híbridos, es decir, trineos cuyas ruedas se podían quitar para sortear obstáculos (llevándolos en andas o, simplemente, arrastrándolos). Así, pues, el lector debe tener en cuenta, que —salvo para el caso de Arslantepe, donde se ven claramente las chinas— no podemos estar seguros de si se trata de trillos o trineos de transporte.
Frazer recoge numerosas ceremonias de siega y de trilla, que tienen que ver con el espíritu del cereal. Este, desde la época egipcia, hasta periodos preindustriales, parecía residir en la primera hacina trillada (o, a veces, en la última).

### El trillo en la Biblia
La palabra trillo procede del latín tribulum sustantivo neutro, derivado del verbo tribulare que, literalmente, significa quebrantar algo, machacarlo. Tiene, pues, la misma raíz etimológica que tribulación (que es un tormento o una adversidad que persigue a una persona). Algo trillado es, también, algo muy pisoteado, por eso, en ocasiones se habla de caminos trillados para referirse a sendas recorridas muchas veces. Metafóricamente, algo muy trillado puede referirse a un tópico muy común, muy manido (valga la redundancia).
Este comienzo se hace a través de un circunloquio por fundadas razones, ya que vamos a hablar de las referencias simbólicas a los trillos y a la trilla en la Biblia, particularmente en el Antiguo Testamento donde el nombre de este artefacto es morag (מורג). Estas citas, tienen, además, mucha relación con el aspecto que acabamos de tratar, el trillo como símbolo de poder en el Medio Oriente. Sin embargo, en este epígrafe toparemos con los problemas de las diversas traducciones, versiones e interpretaciones escatológicas de los pasajes tratados (disc.).
La primera noticia bíblica del trillo está en el libro del Deuteronomio, el último libro del Pentateuco cristiano y de la Torá judía. Al margen de interpretaciones más eruditas, sólo se quiere resaltar que gran parte del Pentateuco está destinado a fortalecer los lazos de la comunidad judía, después del Éxodo, una vez establecidos en la Tierra Prometida. Los judíos, desde los tiempos de Abraham, habían sido un pueblo nómada (o en continuo movimiento), la sedentarización podría provocar una crisis religiosa; por eso se pone mucho celo en protegerse de influjos externos, en mantener la pureza de sus tradiciones, de su moral y de su religión, intentando evitar la contaminación de los idólatras. La cita está en Deuteronomio 25:4. Es como se ve, una más de las leyes recopiladas en este Libro. el peligro está en que los dioses de los sedentarios son territoriales y Yavé es único, esté donde esté su pueblo, de modo que la sedentarización podría suponer la aceptación de los dioses tradicionales de la tierra de asentamiento.

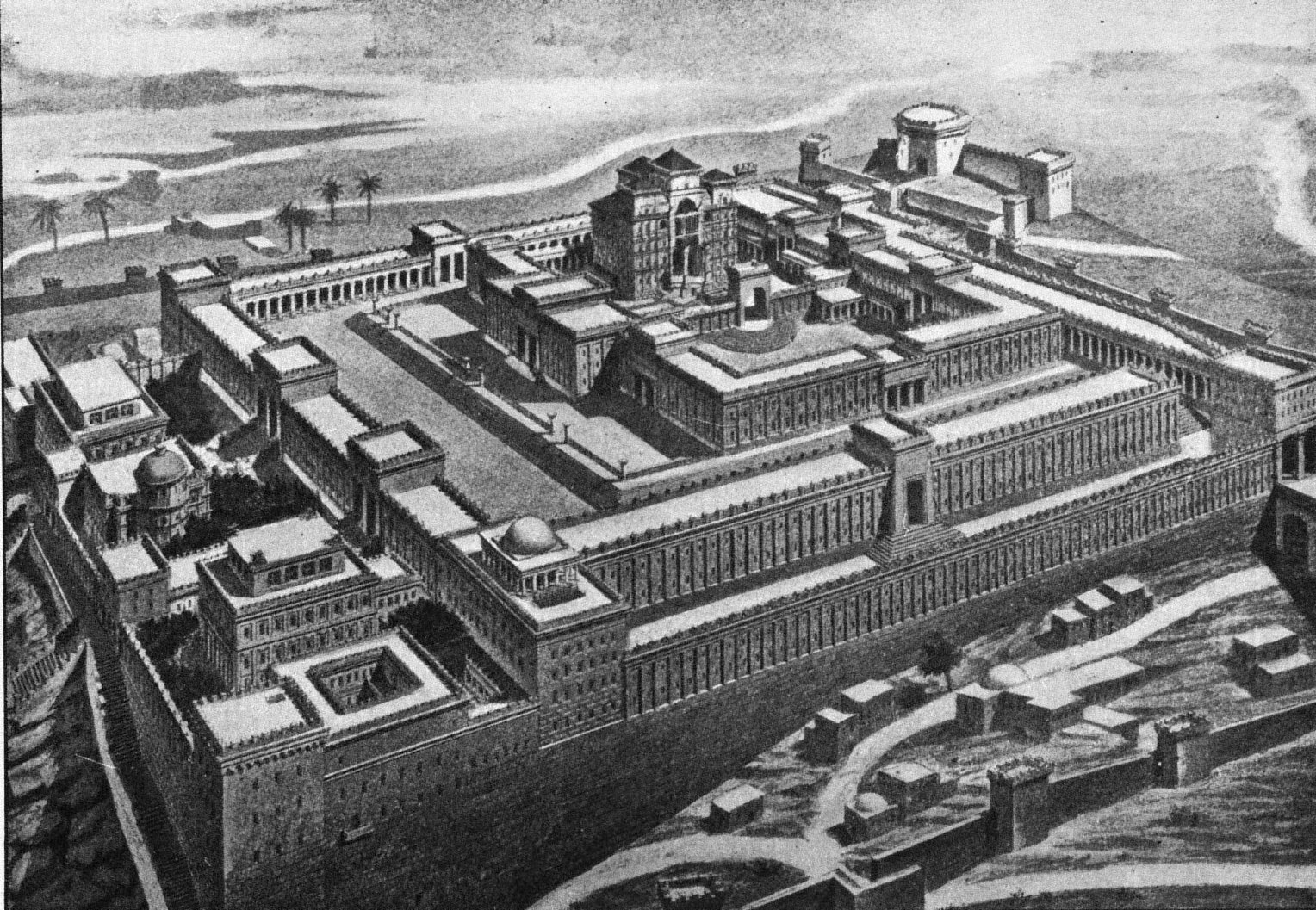
Templo de Salomón, en la antigua era de Ornán.

La siguiente historia es más narrativa, es un cruce de citas bíblicas sobre la construcción del Templo de Salomón, con especial atención a la elección del lugar, hecha por indicación del consejero real Gad, portavoz de Dios ante el rey David. Este señala una era como sitio más apropiado para construir un magnífico santuario, que, David, por sus pecados y por estar manchado de sangre, no llegó a iniciar; dejando esta labor a su hijo, el rey Salomón, más sabio y más justo (2Cronicas 3:1). El lugar seleccionado fue la era de Ornán el jebuseo (o Arauna el jebusita), un lugareño rico, pero gentil (goy, no hebreo). Ornán quedó impresionado ante la visita del rey (que iba con un ángel) y ofreció también sus bueyes y sus trillos como sacrificio. Es sintomático que los trillos sean bienes tan valorados y dignos como para ser ofrecidos a Dios en sacrificio. Sin embargo, David, rechazó cualquier regalo, por venir de un pagano, y le pagó una suma considerable para asegurarse, en exclusiva, la propiedad para el dios de los judíos y no otro; aunque las distintas citas son muy contradictorias (cincuenta siclos de plata según 2Samuel 24:18-24, y seiscientos siclos de oro según 1Cronicas 21:18-30). En cualquier caso, queda patente el alto valor intrínseco del lugar. La era de Ornán estaba en lo alto de una de las colinas del monte Moriah, en una posición preeminente, como era común (a menudo, estas eras tenían pequeños altares paganos dedicados a dioses de la fertilidad como Baal o Astarté). Dios señala el sitio porque sólo «Él es el pan y la vida» (Yahveh jireh); desde entonces, la colina del Templo dominará Jerusalén y toda la nación judía; aún hoy, su explanada es un lugar privilegiado en la ciudad.

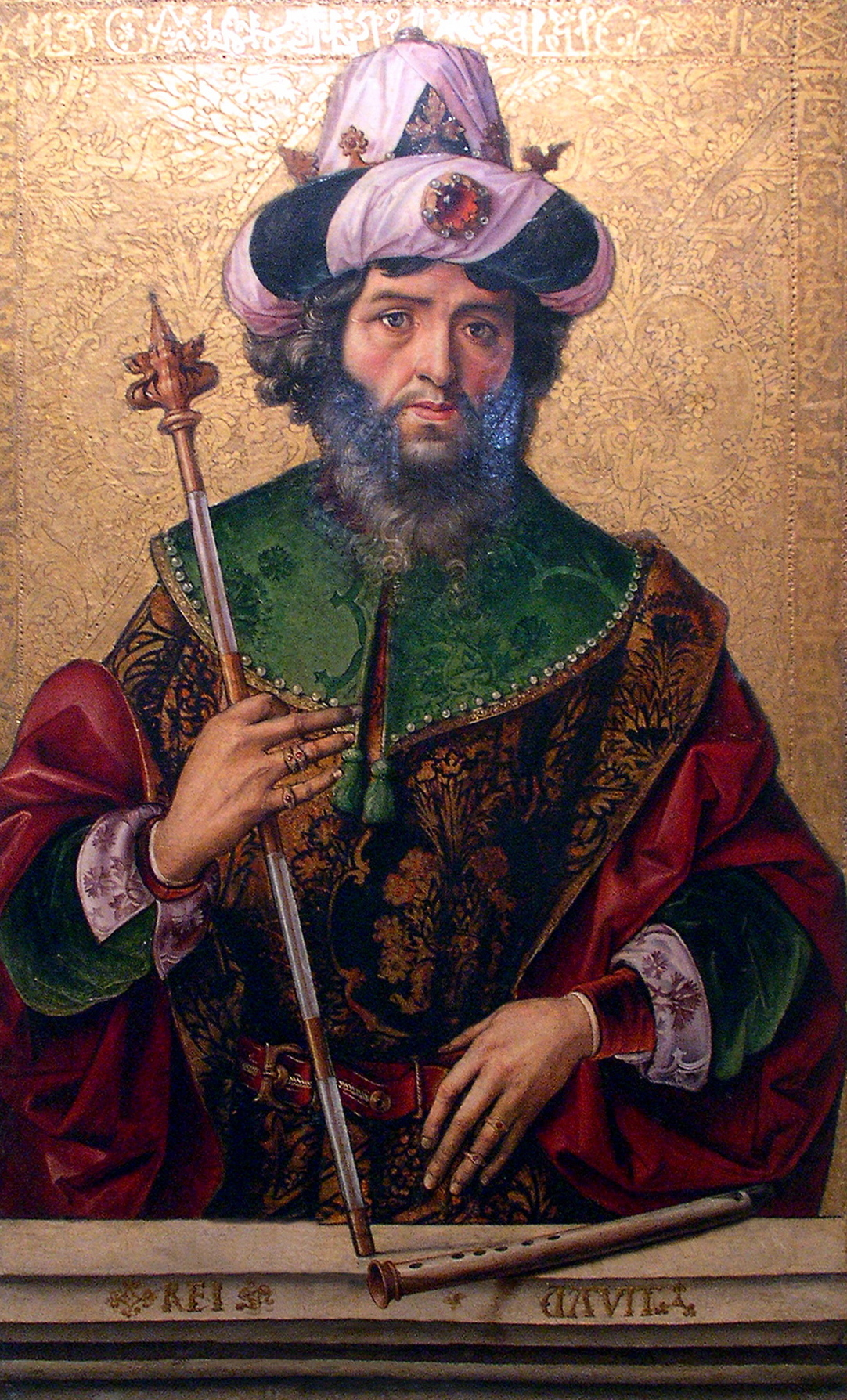
El Rey David,
por Pedro Berruguete.

La última mención a los trillos bíblicos la encontramos en el libro de Isaías, uno de los profetas mayores, conocido entre los cristianos por profetizar la llegada del Mesías, pero que, también, defendió el aislacionismo del pueblo de Israel, criticando duramente sus relaciones con otros estados, a los que denunciaba por su proceder inicuo y por su contagiosa decadencia moral. Tal como había temido Moisés en la peor de sus pesadillas deuteronómicas, el pueblo hebreo había sufrido un gran cambio al asentarse en Canaán, la sedentarización cambió las costumbres, la sociedad, la política y, por supuesto, la religión. En pocas palabras, la prosperidad alteró a los israelitas de un modo que no gustaba a Yahveh. Los profetas denunciaban el olvido de las tradiciones y de las promesas a Dios, anunciando castigos, pero también la redención ante el arrepentimiento y el socorro divino a quienes se mantiene fieles a él. En efecto, gran parte del libro de Isaías es un lamento, una queja por las calamidades de su pueblo, pero también por su desobediencia y frivolidad. Pasa desde el anatema, la seguridad del castigo, a la promesa de la salvación sólo con el poder de Dios. Con Isaías los trillos adquieren una dimensión dantesca, ya que, al margen de recordar las antiguas promesas de obediencia del Deuteronomio (Isaías), se convieren en instrumentos de castigo, e incluso, de destrucción (Isaías). La referencia a los trillos en Isaías sobrepasa la simbología del poder y la ley de Dios, adquiriendo un papel más espiritual y dramático; asociado a las continuas desgracias sufridas por el pueblo de Israel, a su renuncia, a su entrega a Dios, a las pruebas a las que este les somete, y a sus castigos por desobedecerle. Al parecer, los trillos de rastro y los de rodillo eran habitualmente un instrumento para torturar y matar a los prisioneros de guerra. Lo hacían los asirios y lo hizo el rey David tras la toma de Rabá (aunque las diversas interpretaciones de la Biblia han acabado por dulcificar el horrible tormento impuesto por este monarca). De ahí, la connotación dolorosa del trillo (tribulum) y, de ahí, también, las tribulaciones que representa.

### El trillo en las fuentes clásicas
Al parecer, el escaso desarrollo de la agricultura del cereal en la Grecia Clásica, hizo que no llegasen a utilizar el trillo (conocido solo un poco más al norte, desde miles de años atrás). Dado que preferían importar los cereales y dedicar sus tierras a labores más específicas, las técnicas cerealistas nunca se desarrollaron demasiado. Según Struve, que cita, en parte, versos de la Ilíada (XVIII, 551 y ss), la trilla se hacía por pisoteo de bueyes:

“«Un campo de altas espigas iban cortando los segadores, relucientes en sus manos las afiladas hoces; a lo largo del surco quedaban los manojos, y con ellos iban formando gavillas tres hombres, que los recibían de manos de niños que se los alcanzaban sin cesar».
La trilla se hacía en una era, usando bueyes para esta tarea. Luego se aventaba el grano y se molía en molinillos manuales”

Además de Grecia y Roma, que trataremos inmediatamente, no podemos dejar de citar Cartago que, entre otros lugares, colonizó el sureste de la península ibérica en el siglo II a. C.. Los púnicos poseían grandes conocimientos agrícolas, herencia de su pasado oriental, muy superior al provicianismo romano de la época. Sus métodos asombraron a viajeros como Agatocles o Régulo, incluso fueron la inspiración de los escritos de Varrón y Plinio. Un conocido agrónomo cartaginés, Magón, escribió un tratado que fue traducido al latín por orden del mismísmo Senado romano. Actualmente resultan asombrosas las descripciones de los campos tunecinos, hoy desérticos, pero entonces cuajados de olivares y trigales. En el caso de Hispania, se sabe que los cartagineses introdujeron diversos cultivos (sobre todo frutales) y algunas máquinas, como el trillo de rastro (esto es, el más común) y el de rodillos, llamado en su honor «plostellum punicum».
En Roma antigua, a diferencia de las dimensiones religiosas que adquiere en Israel, el trillo es apreciado desde el punto de vista meramente económico. Del tema se habla, sobre todo, en libros de agricultura, escritos por expertos en la materia, como Catón el Viejo (o el censor), Varrón, Columela y el, ya citado, Plinio el Viejo. Lo mejor será ir citándolos por orden cronológico.
- CATÓN: En tiempos de Catón, el censor, es decir, el siglo II a. C., Roma trabó un intenso contacto con Grecia y Cartago, y, a través de ellas, con todo el acervo cultural de Oriente, cuya sabiduría y progreso amenazaban con barrer los principios originales romanos. Catón es conocido por su férrea defensa de las costumbres ancestrales latinas (además de haber desarrollado plenamente la prosa en su lengua vernácula, en un intento de afirmación nacional). Su obra, «De Agricultura», no se caracteriza, pues, por aceptar bien las innovaciones «exóticas» (como el trillo, en sus diferentes variantes), defendiendo una economía de viejo cuño basada en la esclavitud. Esto, a la larga, traería desastrosas consecuencias para la agricultura itálica, arruinada e incapaz de competir con sus propias colonias, mucho más modernizadas y con esclavos y asalariados más baratos; por extensión, las ideas de Catón condujeron, indirectamente, a la desintegración de la sociedad republicana e, incluso, de la economía imperial. En el asunto que nos afecta, Catón prefería la trilla directa, por pisoteo de caballos y asnos, y no hace una mención expresa a los trillos, que ya estaban generalizándose. Es, pues, «casi imposible definir, sobre la base de la exposición de Catón, cuando entró en uso tal o cual instrumento, cuándo fue aplicado tal o cual perfeccionamiento».[25]

- VARRÓN: Al contrario que Catón, Varrón no fue un hombre de acción, sino un erudito, un πολιγραφοτάτω. Por otra parte, hizo carrera política al lado de Escipión (al que luego abandonó tras la batalla de Farsalia), con lo que, de haberlo conocido, hubiera sido adversario del viejo e intransigente censor. Pero la labor de Varrón se lleva a cabo, más tarde, en el siglo I a. C. La mentalidad de Varrón es más enciclopédica y sus estudios más abiertos, intentando adecuar el punto de vista helenístico cosmopolita, con las tradiciones provincianas de Roma. Nos interesa la obra sobre temas agrarios titulada, «Rerum Rusticarum de Agri Cultura». Varrón no hace sino reflejar la realidad de su época al mencionar la presencia de trillos un par de veces: Ambas en el primer libro, que es una recopilación de consejos, para que su esposa Fundania pueda llevar la finca. Acerca del equipamiento «debe recomendarse lo siguiente: ninguno de aquellos aperos que puedan producirse en la hacienda (finca) o puedan ser hechos por los (trabajadores) domésticos debe comprarse, como son casi todas cosas que se fabrican con mimbre o madera rústica, tales como capazos, cestos, trillos, estacas, rastrillos....» (Liber primus, XII, en alusión a las pretensiones autárquicas que, a la larga, tanto daño harían a la economía romana). Varrón se muestra, al contrario que Catón, más abierto a las innovaciones técnicas. En ese mismo Libro Primero (Liber primus, LII): «Para que una cosecha sea muy abundante y de la mejor calidad, conviene que las espigas se lleven sin amontonarlas a la era de manera que tengan el grano en óptimas condiciones y (conviene) que los granos sean separados de las espigas en la era, proceso que se hace, entre otras formas, con una yunta de mulos y un trillo. Éste se fabrica con una tabla de madera (con la cara inferior) armada con piedras o trozos de hierro (cortantes) que, con un arriero puesto delante o un contrapeso grande, es arrastrado por los mulos uncidos y separa así los granos de la espiga». Es decir, explica de un modo muy didáctico, cómo funcionan los trillos y sus ventajas como maquinaria innovadora. Pasa, después, a hablar de una variante denominada plosellum punicum, un trillo de rodillos y cuchillas metálicas, de origen fenopúnico, que él había visto en Hispania (adonde, como hemos mencionado, llegó de la mano de los cartagineses): «otra manera de hacerlo es por me dio de unos rodillos dentados con unos rodamientos, este tipo recibe el nombre de plostellum punicum (carrito púnico), en él uno puede sentarse y mover el artilugio que arrastran los mulos, tal como hacen en la Hispania Citerior y en otros lugares.».
- COLUMELLA: Lucius Junius Moderatus, el Columella (principios de la Era Cristiana - años 60): oriundo de la Bética, después de su carrera militar y política se dedicó a cultivar grandes latifundios. Este escritor hispano añade una pincelada más sobre el tema, hablándonos en este caso de las eras: «La era, si es posible, debe estar situada de tal modo que pueda ser supervisada por el señor o por el capataz, la mejor es la que está empedrada, porque no sólo permite que el cereal sea rápidamente trillado, pues el suelo no cede a los envites de las pezuñas ni de los trillos, sino que además, esos mismos cereales, una vez aventados, quedan más limpios y carecen de piedrecillas y pequeños terrones los cuales en una era de tierra apelmazada casi siempre se vuelven a depositar...» (De Re Rustica, cap VI).
- PLINIO: Cayo Plinio Segundo (23 - 79) no hace sino recoger lo que sus predecesores han escrito, y que ya hemos citado al principio de este artículo, Naturalis Historia, Liber XVIII (naturae frugum), lxxii - 298.

### El trillo desde la Edad Media

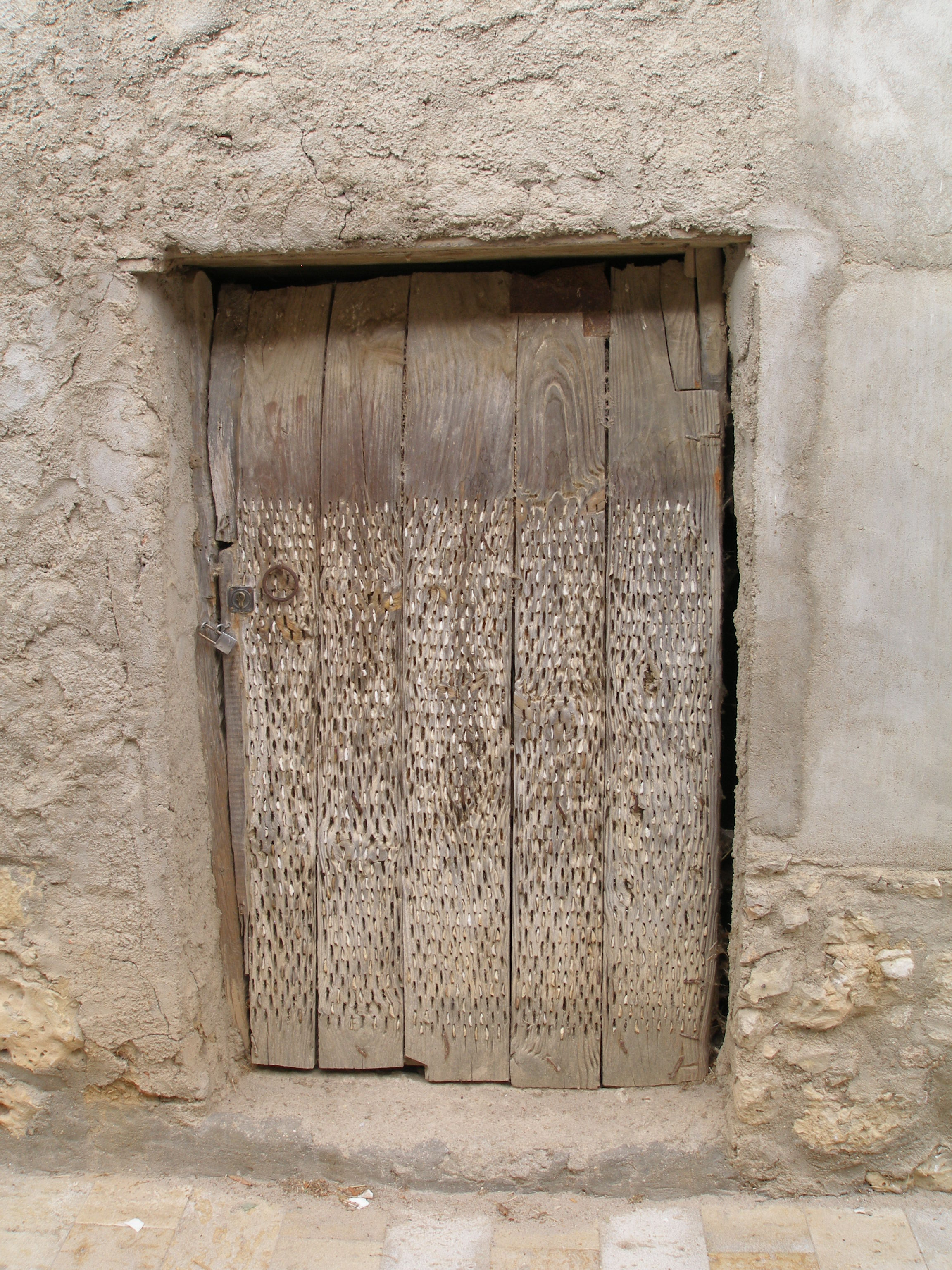
Trillo utilizado como puerta.

Se trata de la Edad Media en sentido muy amplio, sin entrar en muchos detalles y centrándose, esencialmente, en Europa Occidental, ya que resulta muy difícil encontrar documentos fiables sobre trillos en la época. La recesión que supusieron las invasiones bárbaras afectó igualmente a la agricultura, perdiéndose muchas de las técnicas más avanzadas, entre ellas el trillo, que era completamente ajeno a la tradición germánica. Las zonas del Mediterráneo oriental, en cambio, lo conservaron, pasando a la cultura musulmana donde arraigó profundamente. Tanto el reino visigodo como la zona cristiana durante la reconquista casi desconocían el trillo (aunque este nunca llegó a desaparecer). La degradación no sólo alcanza a la economía, sino también a las propias fuentes que hay para estudiarla, con o que nos enfrentamos a un vacío documental difícil de soslayar.
Respecto a la península ibérica, es seguro que, en la zona islámica, el trillo siguió siendo muy popular, lo que ayudó a recuperar su tradición por parte de los cristianos en su avance. Este hecho coincide con una recuperación generalizada en toda Europa. La bonanza económica se inicia a principios del siglo XI; los expertos suelen hablar del aumento en la extensión de tierras roturadas, de la generalización de los animales de tiro (primero bueyes, gracias al yugo frontal, y luego caballos, gracias a la collera de espaldilla), del aumento de herramientas de hierro y las mejoras de las herrerías, de la aparición del arado de vertedera, a menudo con ruedas y del aumento de molinos de agua, aceñas. El ganado se convirtió en un signo de progreso: la aparición de un campesinado menos dependiente y más próspero, capaz de comprar animales de tiro e, incluso arados. Los campesinos en posesión su propio arado con uno o dos animales eran una pequeña élite, mimada por el señor feudal, que adquirió su propio estatus, el de labradores, muy por encima de los demás, los braceros (cuya única herramienta eran sus propios brazos). La existencia de animales de tiro no implicó la difusión del trillo en Europa Occidental, donde el mayal siguió siendo el instrumento preferido.
En cambio, en España, el peso de la vieja tradición mediterránea pudo marcar la diferencia: El profesor Julio Caro Baroja admite que, para España, él trillo aparece citado o representado en obras de arte. Concretamente, menciona algunos relieves románicos en Beleña (Salamanca) y Campisábalos (Guadalajara), ambas del siglo XII. Se puede añadir un documento escrito en 1265, por el que una Doña Mayor (viuda de un tal don Arnal, cobrador de diezmos del portazgo de ganado lanar y, por tanto, persona de buena posición), deja al Cabildo salmantino su heredad de Valcuevo, finca perteneciente al municipio de Valverdón (Salamanca):

»Et yo, donna Mayor, devo dexar a mia muerte estas duas yugadas de heredat devandichas al cabildo bien allinadas, con quatro kafiçes de trigo, et un kafiz de centeno, et un kafiz de cevada pora semiente cada yugada, et con reias, et con arados, et con timones, et con trillos et con todo appayamiento que heredade bien allinnada deve aver»
Archivo diocesano de Salamanca

Con estos documentos, apenas atestiguamos la presencia de los trillos, que, sin duda, fue continua desde entonces hasta hace muy pocos años en la cuenca mediterránea. Lo demás es mera especulación muy general, dado que la historiografía tradicional se centra en aspectos más propios de la Europa atlántica. En todo caso ninguno de los autores consultados atribuyen al trillo un papel relevante en el progreso de la agricultura medieval. Cabe, pues, unirse a la desmoralización del historiador francés Georges Duby, al quejarse de lo siguiente:

«A través de cuanto hemos dicho se ve el interés que tendría la medición de la incidencia del progreso técnico en el rendimiento de la empresa agrícola. Sin embargo, hay que renunciar a hacerla. Antes de fines del siglo XII, los métodos de la administración señorial son todavía muy primitivos; conceden poca importancia a la escritura y menos aún a las cifras. Los documentos son más decepcionantes que los de la época carolingia»
Georges Duby, op. cit. página 249

Actualmente, numerosos elementos de la agricultura tradicional se están perdiendo, por eso diversos organismos trabajan para conservarlos o recuperarlos. Entre ellos destacamos un proyecto internacional e interdisciplinario llamado E.A.R.T.H. (Early Agricultural Remnants and Technical Heritage; en el que participan Bulgaria, Canadá, Escocia, España, Estados Unidos, Francia y Rusia, por orden alfabético). La investigación se centra en amplios aspectos arqueológicos, documentales y etnológicos, sobre diversos elementos, entre ellos, los trillos, en diversos países, periodos históricos y sociedades.

## Trilleros de Cantalejo
Cantalejo se ubica en el interfluvio del Duratón y del Cega. El Cantalejo actual, aunque haya restos arqueológicos mucho más antiguos, surgiría en el siglo XI, formando parte de la Camunidad de Villa y Tierra de Sepúlveda. Fue, al parecer, una población próspera, pero en el siglo XVII perdió su libertad, y pasó a ser un señorío jurisdiccional. No hay ninguna investigación sólida que permita establecer cuándo se introdujo, en la localidad segoviana de Cantalejo, la especialidad artesanal de la fabricación de trillos. Pero todos los que han tocado el tema alguna vez señalan que ésta debió producirse durante el siglo XVI o XVII.
Los trilleros y artesanos de aperos eran llamados "briqueros", "fabricantes de bricas". En el lenguaje local de la Gacería, «brica» es la alteración, por metátesis, del término castellano «criba».
O "chifleros", del término "chifla", término árabe que significa trillo.
Cantalejo se decantó por una artesanía productiva: la fabricación de diversos aperos, entre ellos los trillos. En los años 50 Cantalejo llegó a tener 400 talleres y fabricaba más de 30 000 trillos al año; esto suponía que más de la mitad de la población se dedicaba a este oficio. Estos eran, después, repartidos por toda la Meseta española.
Nos centraremos en los trillos hechos sólo con lascas de sílex, aunque nombremos por encima los que llevaban sierras metálicas u otros modelos más minoritarios.

### Fabricación de la estructura
A finales del verano, o en otoño comenzaba la labor, se elegían pinos negrales y se cortaban y limpiaban cuidadosamente con el tronzador, hasta conseguir cilindros de casi dos metros de largo; estas piezas se denominaban tozas. También se preparaban unos tablones alargados y rectos que servirán de cabezales (travesaños). La toza se llevaba al aserradero, de donde se sacaban los listones, tan anchos como la toza lo permitiese (aunque no menos de 20 centímetros), de unos cinco centímetros de espesor y con forma curva (igual que una tabla de esquí) en el extremo destinado a ser la delantera. Los listones se secaban al sol durante varios meses, volteándolos cada poco tiempo. El pueblo tomaba entonces un aspecto peculiar, pues numerosas fachadas se llenaban de listones soleándose. Después se apilaban en castillos, cruzando unos listones con otros para que la pila fuese más estable.

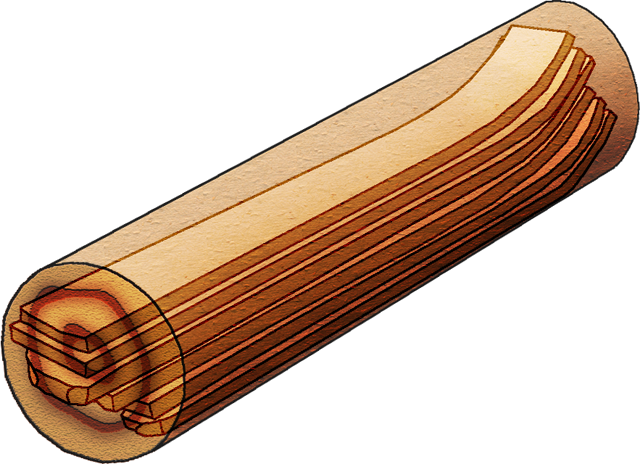
La toza del pino, de la que se sacan los listones
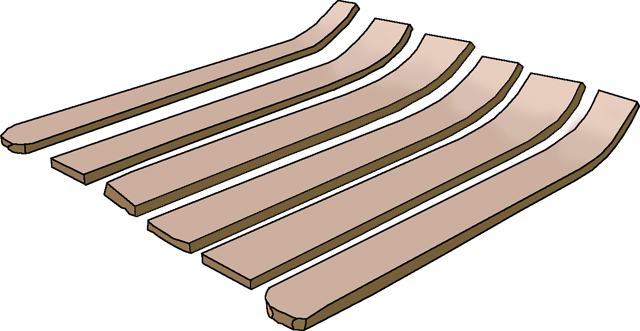
Los listones alineados, antes de formar el trillo
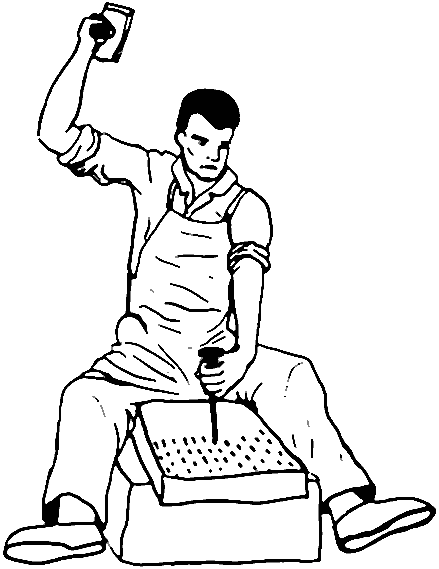
Escopleando el listón

Una vez en condiciones, comenzaba el escopleo del listón, es decir, con un martillo y un escoplo se preparaban las ranuras (ujeros) para las chinas o lascas de sílex. El escopleo hace al tresbolillo (visto de frente están en fila, visto de lado están al bies), guiado por unas marcas hechas a lápiz, para que el artesano no se equivocara. Es primordial comprobar que el listón no se hubiese alabeado desde que se cortó, pues, entonces, sería inservible.
El siguiente paso tiene lugar en las prensas o cárceles. Hay que casar perfectamente los tres, cuatro o cinco listones, encolándolos y prensándolos, por medio de pequeñas piezas de refuerzo, llamadas tasillos (cilindros de madera encolados y clavados con maza en el canto de las piezas), y cuñas. Cuando los listones están bien sujetos y alineados se colocan los cabezales, o travesaños, que, además, se clavan con grandes clavos llamados puntas de París (aunque, al menos en los siglos XIX y XX, venían de Bilbao).

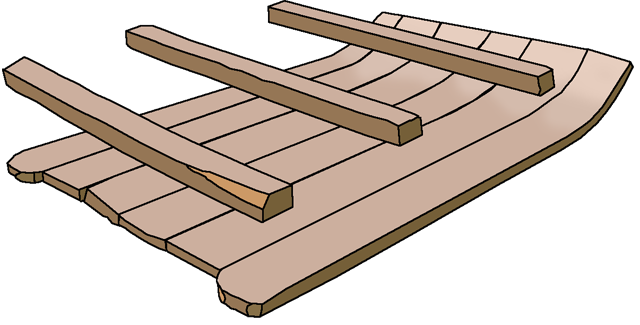
Los listones encolados, como estarían en las cárceles
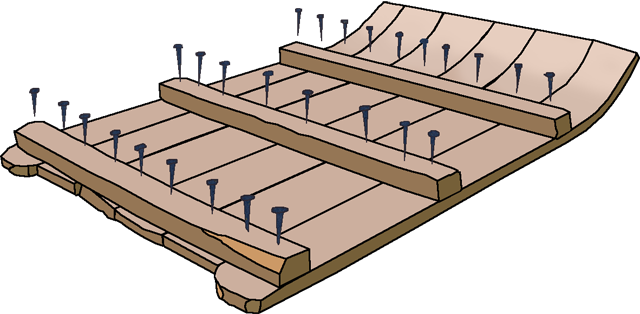
Colocación de cabezales con grandes clavos de hierro
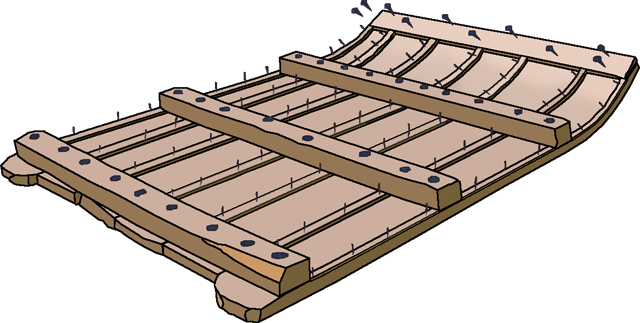
Colocación de las tablillas tapajuntas en las junturas
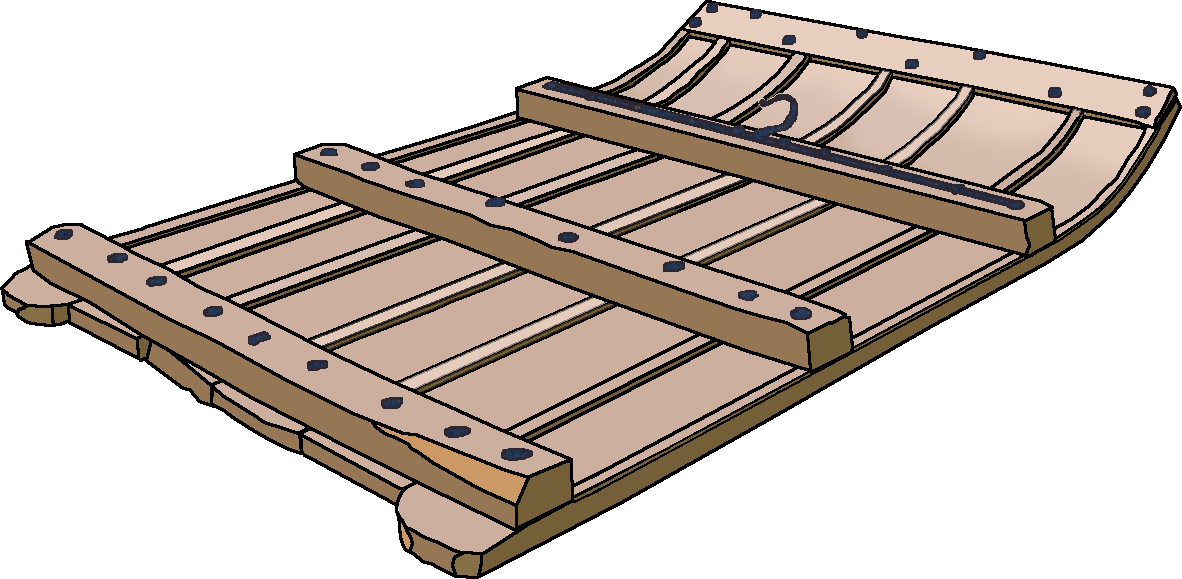
Estructura de madera terminada, sin empedrado

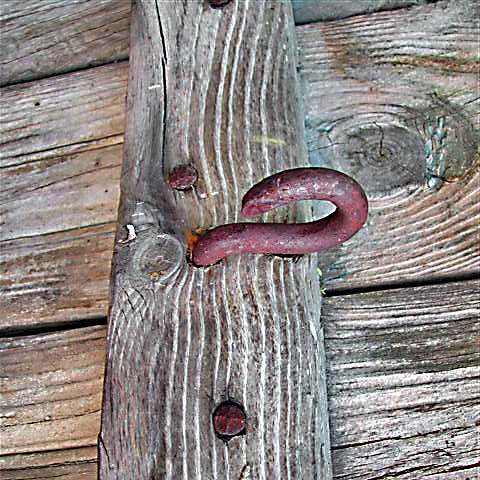
Gancho de tracción.

Una vez terminada la estructura básica del trillo, es necesario eliminar las irregularidades. Primero se hacían por medio del labrado, que se hace con una azuela, longitudinalmente, es decir, a hilo. Segundo, el cepillado, que es un acabado más fino, tanto por la parte superior como por la inferior. el cepillado se hace primero transversalmente (a través) y luego longitudinalmente (a hilo), con varios tipos de cepillo.
La última fase del trabajo consiste en tapar las uniones de los listones en la cara superior, lo que se hace por medio de elementos de chapa en la parte frontal, tachonados con una tabla denominada delantera, y de finas y alargadas tablillas de madera (tapajuntas). En el cabezal delantero se hincaba un fuerte gancho, donde se colocaba el barzón o anillo de hierro con una correa o con un palo largo que permitía amarrar las caballerías o los bueyes.

### Talla de la piedra y empedrado del trillo

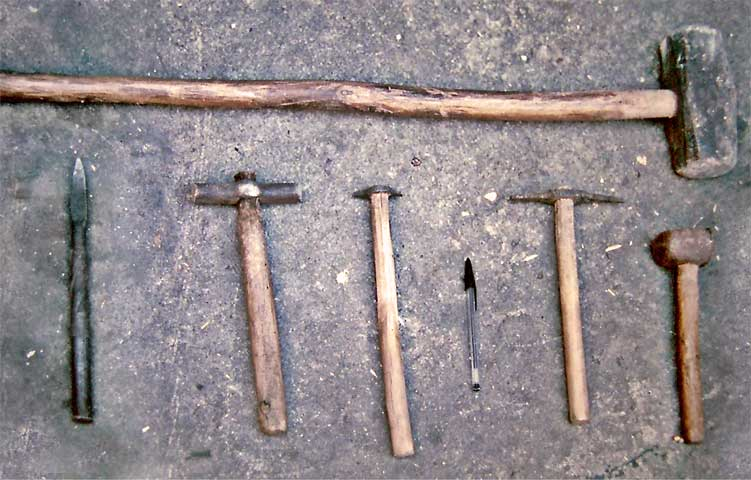
Diversos tipos de mazas y martillos habituales en el taller de un briquero.

Para empedrar los trillos, los briqueros de Cantalejo se servían de un sistema de talla que recuerda mucho a las maneras prehistóricas de fabricar herramientas, únicamente se diferencian en la utilización de martillos metálicos en lugar de percutores de piedra, madera o asta.
La materia prima preferida por estos artesanos es el sílex blanquecino que importaban de la provincia de Guadalajara (Brihuega, Jadraque y Sigüenza...). Como, a menudo, los briqueros tienen que reparar trillos a domicilio, si no tenían otra cosa, usaban guijarros de río, cantos rodados que ellos denominaban morrillos, de cuarcita de grano fino y homogéneo, que escogían en los recorridos ambulantes por lugares diversos. Respecto al sílex de Guadalajara, este se extraía de la cantera en grandes bloques que eran troceados manualmente con martillos de tamaños diversos (machas, macho pilón, marras, mazas, martillos…) hasta conseguir el tamaño adecuado para asirlo cómodamente en las manos.

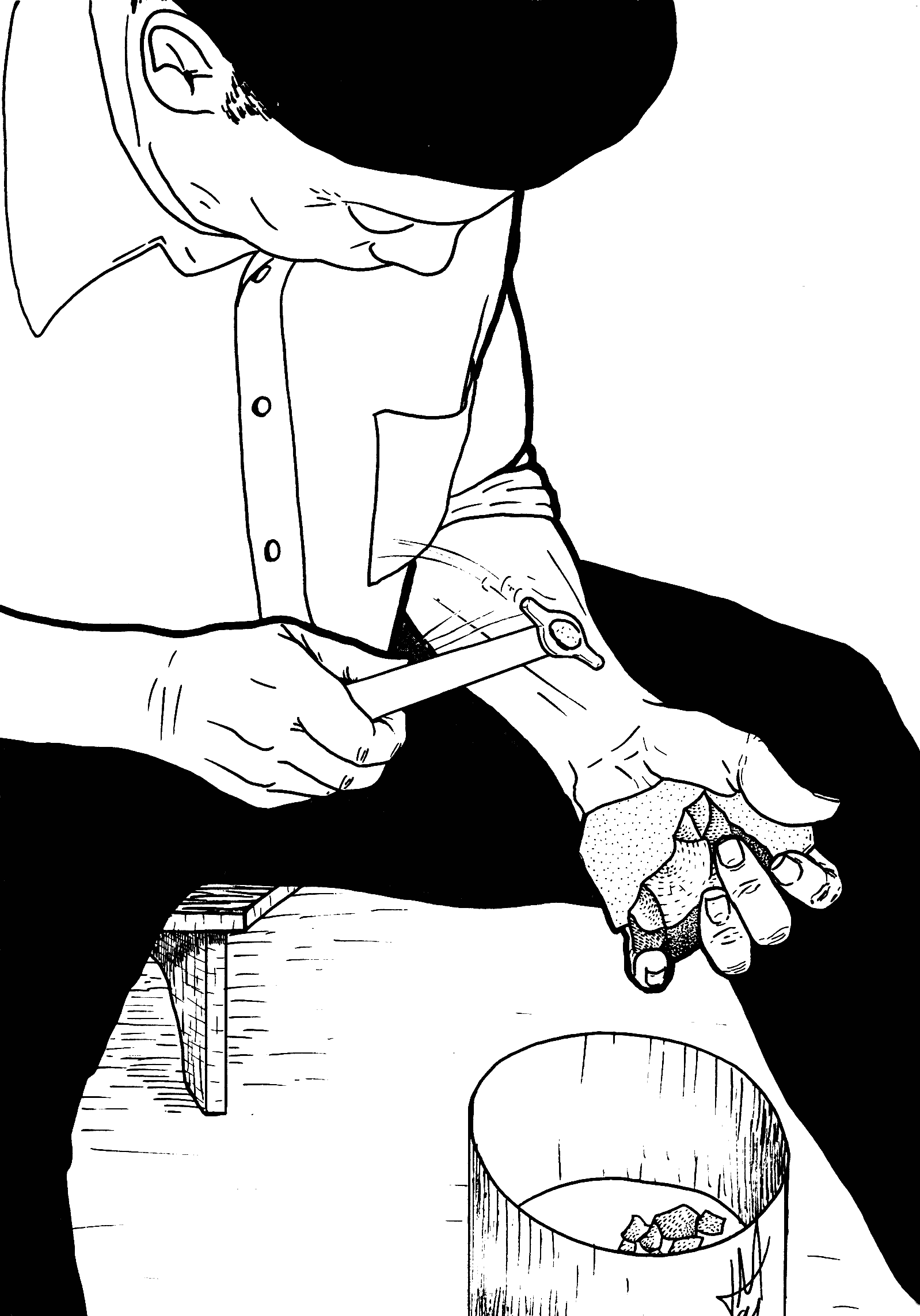
Briquero tallando sílex.

La talla: Una vez obtenidos los bloques de sílex manejables (los núcleos), la talla (que era labor, sobre todo, de hombres) para obtener lascas (que ellos llaman chinas) se hace con un martillo muy ligero, de mango esbelto y de cabezal puntiagudo llamado piqueta (para los morrillos de cuarcita se emplean piquetas con la punta algo más gruesa y redondeada). Durante el proceso de extracción de lascas es posible que recurran a un martillo estándar para romper el núcleo y conseguir planos de percusión accesibles a la piqueta.
El núcleo (que es un bloque de aristas angulosas, en el caso del sílex, y un canto rodado en el caso de la cuarcita) se sujeta con la mano izquierda, que está protegida de los cortes con pedazo de cuero, con la palma hacia arriba y, con la piqueta en la mano derecha, va dando rápidos golpes. Las lascas, quedan siempre en la palma de la mano izquierda, sobre el protector de cuero, gracias a lo cual, son evaluadas durante décimas de segundo y, si sirven, el briquero las deja caer en una lata, de lo contrario las tira al montón de los desperdicios. A ese mismo montón van los núcleos agotados, es decir, el bloque pétreo que ya no es capaz de producir más; las piezas rotas accidentalmente, las lascas corticales de sílex, los fragmentos inútiles, los debris…

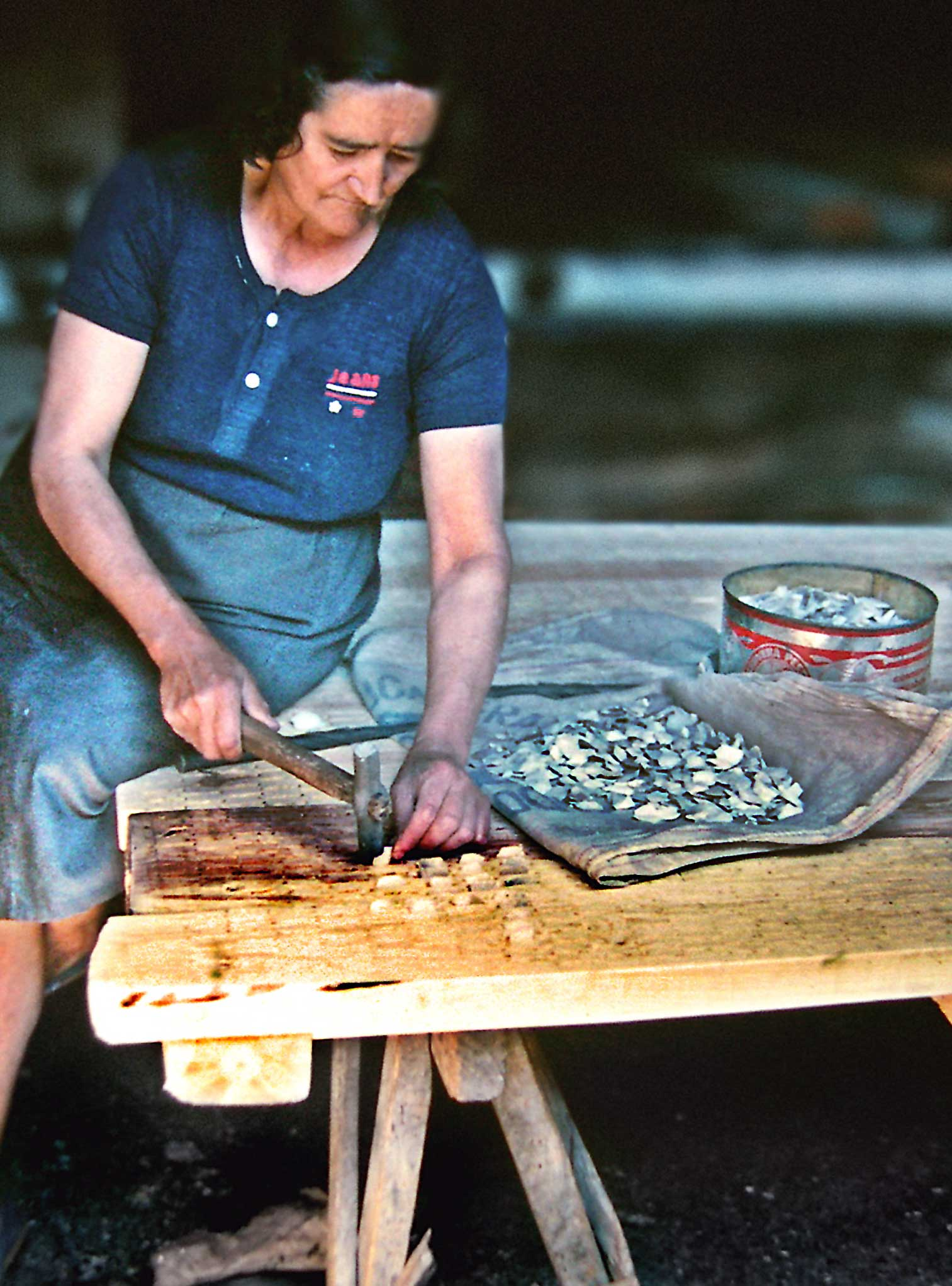
Enchiflera empedrando.

La talla de guijarros de cuarcita es parecida, con la salvedad que de estos sólo aprovechaban la corteza, cuyas características son muy distintas a las de la corteza del sílex. De este modo, los morrillos simplemente eran ‘’pelados’’ y descartados (al contrario que con el sílex, cuyos núcleos eran tallados hasta el agotamiento); interesándose solo por las lascas corticales, o, en el argot briquero, las chinas costeras.

El empedrado del trillo era una labor de mujeres, principalmente: las enchifleras. Es muy monótono y repetitivo. Un trillo grande podía llegar a tener hasta tres mil lascas incrustadas. Además había que seleccionarlas: las más pequeñas iban adelante, la medianas en el centro y las más grandes en los laterales y, sobre todo, en la parte trasera. Es necesario incrustar cada lasca sin dañar su filo, aunque era imposible no dejar alguna pequeña marca (técnicamente un seudorretoque). Para ello se usa un martillo ligero, de cabeza cilíndrica y extremos planos, incluso algo cóncavos. La parte introducida en las ranuras es la más gruesa de la lasca (técnicamente la zona de percusión, es decir la zona proximal: talón-concoide).

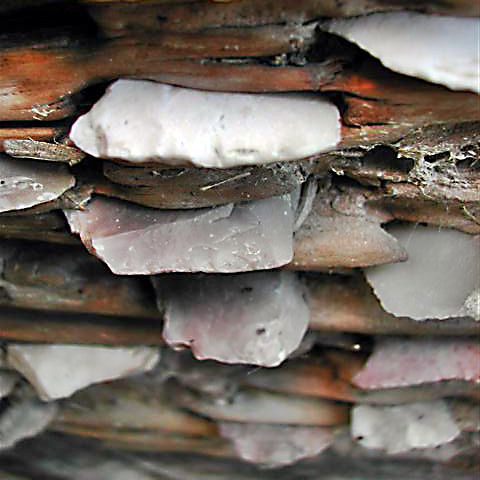
Detalle del empedrado: en primer plano, una lasca con un fuerte desgaste (lustre); las demás conservan el filo en buen estado.

### Distribución
Los trillos de Cantalejo copaban prácticamente todas las ventas en Castilla y León, Madrid, Castilla-La Mancha, Aragón y Valencia, ocasionalmente también llegaban a Andalucía y Cantabria. Los cantalejanos, al principio, salían con grandes carros cargados de trillos cribas, bieldos, medidas de cereal (celemines, cuartillas, fanegas...) y otros aperos para la trilla o la limpia, que iban vendiendo de pueblo en pueblo. También llevaban chinas de pedernal, herramienta y repuestos para empedrar y reparar trillos y aperos dañados. Más tarde, salían en trenes hasta determinadas estaciones y, después, iban en pequeños camiones. Solía viajar toda la familia, lo que, unido a su extraña forma de hablar y a su extraordinario oficio, daba a los briqueros un aire de feriantes bohemios un tanto misterioso. La venta se hacía justo al terminar los trillos, desde abril, y duraba hasta el mes de agosto. Entonces los briqueros volvían a su pueblo, al vilorio, a celebrar con la familia las fiestas de la Asunción (15 de agosto) y San Roque (16 de agosto).

### Gacería
Gacería es el nombre con que se conoce al argot usado por los trilleros y tratantes de ganado de Cantalejo, en su deambular por pueblos y ciudades de Castilla y de otros sitios de España. No se trata de una jerga técnica, sino de un código formado por un reducido conjunto de palabras que les permitían comunicarse con libertad, ante los extraños, sin que estos se percatasen del contenido de la conversación.
La Gacería era puramente verbal, coloquial y asociada, como estaba, al oficio de trillero, desapareció con él, al mecanizarse la agricultura. No obstante, numerosos estudios, la mayoría modestos pero esforzados, han intentado recoger sus más variados aspectos. Existen numerosas dudas sobre el origen de los vocablos que incluye el léxico de la Gacería, desde la propia denominación, que quizá provenga del euskera: «"gazo" vale por malo, feo», ya que en Gacería la propia palabra "gacería" tiene este mismo significado despectivo; hasta la opinión, más fundada, de que la mayor parte de la terminología deriva del francés, con incorporaciones de otras lenguas como el latín, el euskera, el árabe, el alemán, incluso el caló. Lo cierto es que los briqueros ambulantes tomaban palabras de cualquier lugar que visitaran regularmente, de ahí la mezcolanza de su código lingüístico.
Véase también:
- Léxico de Gacería

## Otros trillos

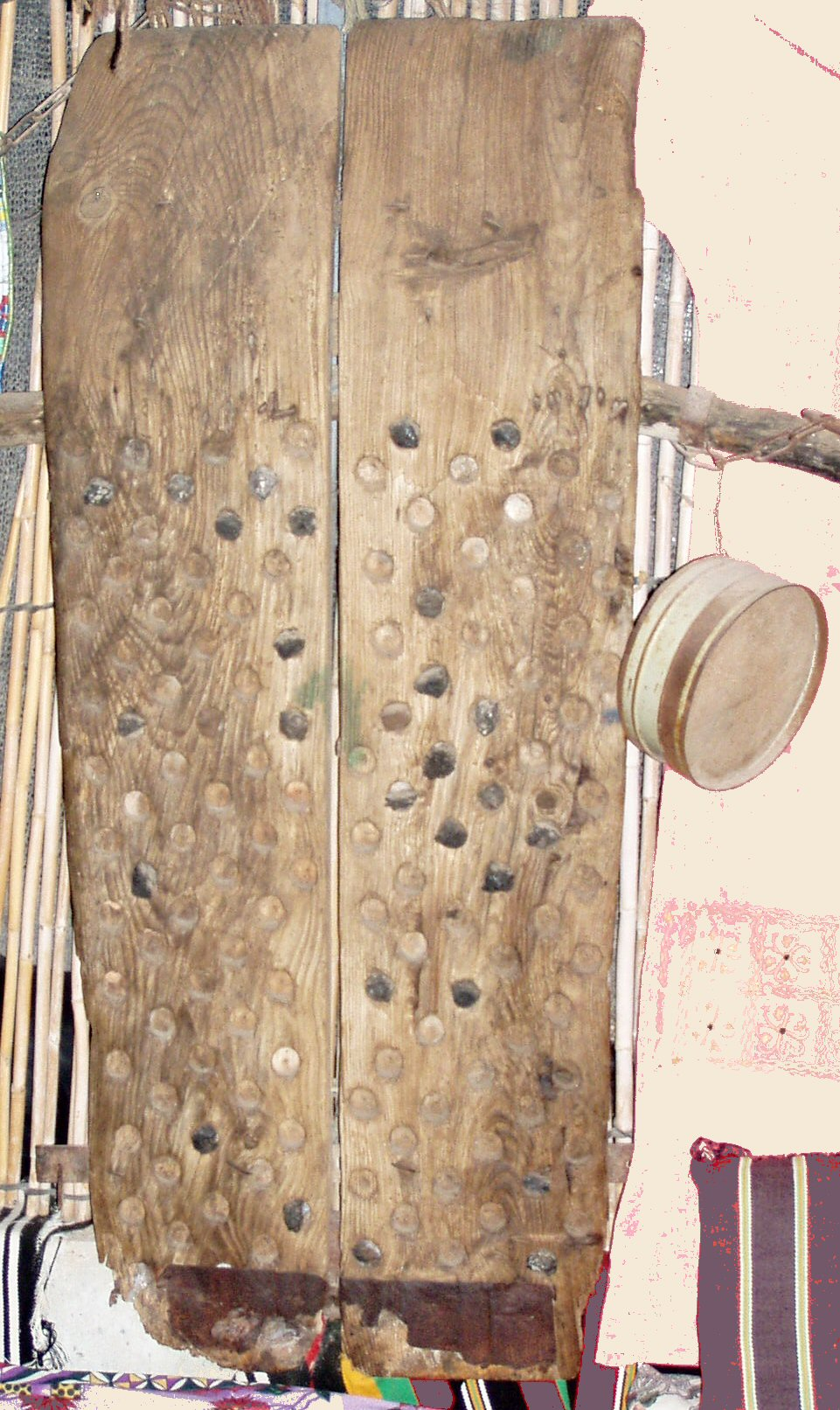
Mawriy.

En general, venimos denominando simplemente «trillo» a un modelo, el más habitual, de las diferentes variantes de este primitivo apero. Para ser propios, deberíamos haber distinguido a lo largo de este artículo, entre, como mínimo, dos tipos de trillo: el «trillo de rastro», que es del que hemos hablado (ya que es el más común), y que se caracteriza, como su propio nombre indica, porque es arrastrado sobre la mies, que desgrana con sus piezas cortantes, bien líticas, bien metálicas. Es lo que los hebreos llaman morag (מורג), los palestinos mawriy y los magrebíes yarusha (جاروشة). Para ser estrictos, los trillos de rastro del Próximo Oriente, presentan, al menos en la actualidad, diferencias que permiten distinguirlos fácilmente de los occidentales: Las lascas cortantes colocadas en la parte inferior van, en la península ibérica, de canto y con el filo (más o menos) paralelo a la dirección de la trilla. En cambio, los mogag o los mawriy orientales, tienen, en el vientre del trillo, huecos y piedras diferentes; unas veces son circulares (hechos con un berbiquí especialmente ancho y poco profundo) en el que se incrustan pequeños bloques subciculares o globulosos, de afiladas aristas, no necesariamente longitudinales. Otras veces son bloques de un tamaño considerable colocados transversalmente, también con aristas 
.

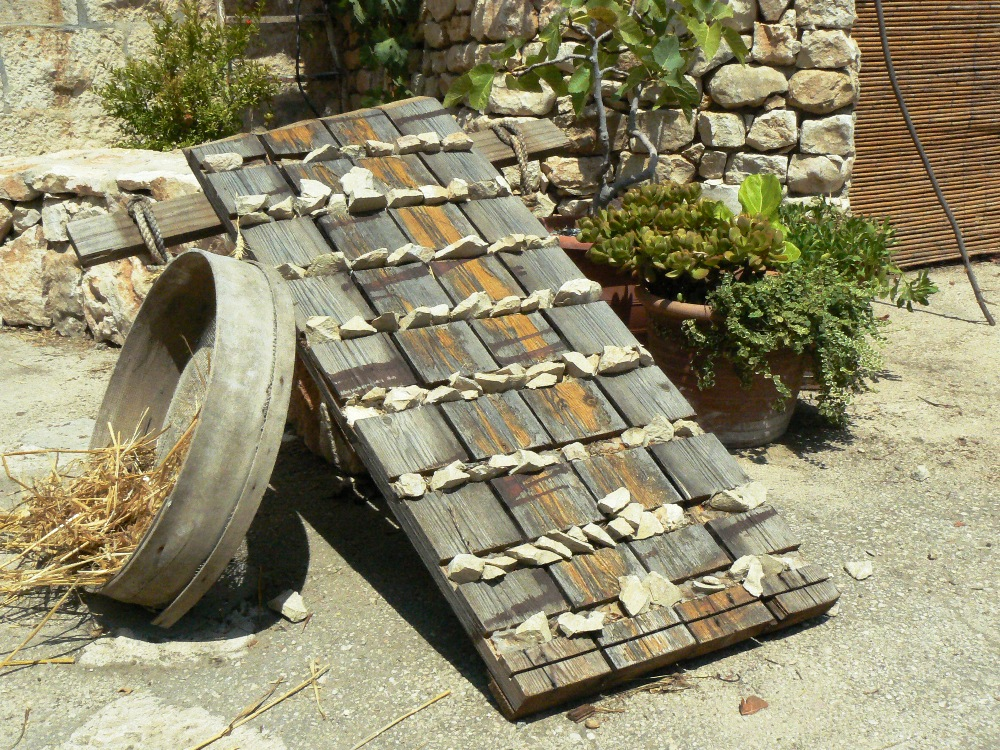
muy vivas

Como se menciona en diversas ocasiones, no todos los trillos tienen el vientre con piedras, sino que muchos tienen cuchillas, más bien sierras de hierro, generalmente sujetas entre los listones, todo a lo largo del trillo; más algunas sierras más pequeñas, incrustadas aquí y allá. Es raro que estos trillos de rastro con cuchillas metálicas no tengan, además, unas ruedecillas (de cuatro a seis, según el tamaño), con el eje excéntrico. Éstas, además de proteger las cuchillas, hacen oscilar el trillo, que se eleva en unos sitios y se baja en otros aleatoriamente; aumentando así, su rendimiento.
|  |  |

Un segundo modelo, el que las fuentes clásicas bautizaron como «Plostellum punicum» (que traduciríamos como "carrito cartaginés"), suele llamarse «trillo de rodillos». Aunque, ciertamente, corresponde a los cartagineses, herederos de los fenicios, su difusión por el occidente del Mediterráneo, este instrumento ya era conocido, al menos. desde el segundo milenio, apareciendo en los textos babilónicos con un nombre que podríamos transliterar como «gīš-bad». Ambas variantes han seguido usándose hasta hace unas décadas en Europa, y se siguen usando en países islámicos, en zonas donde la agricultura no ha sido mecanizada. En España se conservan piezas, que han pasado a manos de museos y coleccionistas, de este tipo de carrito o «plostellum púnicum», que era muy apreciado, por ejemplo, en la provincia de Zamora, para trillar garbanzos.